# Sei Nazioni femminile 2023
Il Sei Nazioni femminile 2023 (in inglese 2023 Women's Six Nations Championship; in francese Tournoi des Six Nations féminin 2023) fu la 22ª edizione del torneo rugbistico che vede annualmente confrontarsi le Nazionali femminili di Francia, Galles, Inghilterra, Irlanda, Italia e Scozia, nonché la 28ª in assoluto considerando anche le edizioni dell'Home Championship e del Cinque Nazioni.
Si trattò del torneo che precedeva l'istituzione di WXV, competizione internazionale femminile di fine anno a livelli di merito definiti, per quanto riguarda la zona europea, anche dalla classifica del Sei Nazioni in oggetto: le prime tre classificate del torneo, infatti, furono destinate al primo livello, la quarta al secondo livello, la sesta al terzo mentre invece la quinta fu destinata allo spareggio contro la squadra campione d'Europa 2023 per l'accesso al secondo livello.
Per la prima volta, inoltre, la federazione inglese, in occasione dell'ultima giornata di torneo contro la Francia, programmò a Twickenham il primo incontro femminile a sé stante, senza il traino di analogo evento maschile come in occasioni precedenti.
La competizione fu dominata dall'Inghilterra campione uscente e dalla citata Francia, che giunsero all'ultimo incontro con 4 vittorie ciascuna: la partita decisiva si tenne davanti a un'affluenza-record di 58498 spettatori, nuovo primato per incontri di rugby femminile; le inglesi si aggiudicarono il titolo al termine di uno spettacolare incontro vinto 38-33 con 11 mete complessive e due punti di bonus, offensivo e difensivo, alle francesi.
Per la formazione di Simon Middleton, alla sua ultima partita da C.T. delle Roses, si trattò del 19º titolo assoluto nonché il 17º con il Grande Slam.

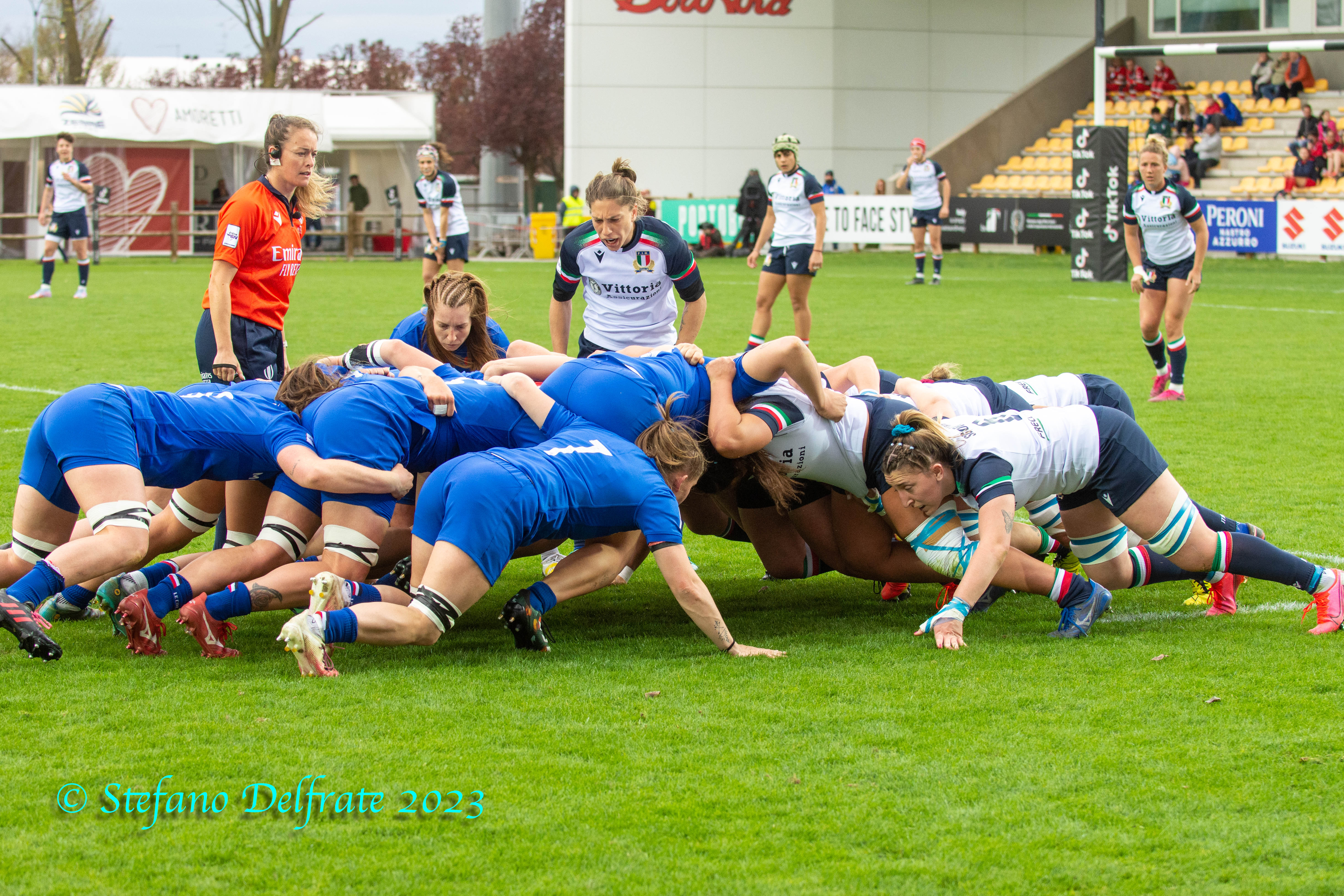
Una fase di – della prima giornata a Parma

Ultime partite internazionali per la francese Jessy Trémoulière, al termine di una carriera in maglia blu durata 12 anni e 78 presenze, la gallese Caryl Thomas dopo 65 presenze in 17 anni e l'italiana Sara Barattin, dopo 18 anni e 116 incontri.
Il Galles, vincendo l'ultimo incontro a Parma in casa dell'Italia, chiuse al terzo posto qualificandosi per il primo livello di merito del WXV 2023; per le gallesi si trattò della prima vittoria sull'Italia dal 2017 nonché il primo torneo concluso con più di due vittorie dal 2009; per l'Italia, con una sola vittoria in cinque incontri, il quinto posto finale valse lo spareggio contro la Spagna campionessa d'Europa per il posto nel secondo livello del citato torneo; la Scozia, battendo l'Irlanda nell'ultima partita del torneo, inanellò per la prima volta da 17 anni due vittorie consecutive, relegando le avversarie all'ultimo posto e al terzo livello del WXV, guadagnando altresì l'accesso diretto al secondo livello.
Il valore delle marcature, come stabilito da World Rugby nel 2017, è: 5 punti per ciascuna meta (7 se trasformata), 7 punti per la meta tecnica, 3 punti per la realizzazione di ciascun calcio piazzato, idem per il drop.

## Risultati

### 1ª giornata
| Arbitro: | Amber McLachlan |

|                                                               |    |            |
| Callender 4’ Bevan 13’ Harries 23’ H. Jones 33’ Tuipulotu 46’ | mt | 67’ Fryday |
| Bevan 13’, 23’, 33’                                           | tr |            |

| Arbitro: | Aimee Barrett-Theron |

|                                                                                               |    |            |
| Macdonald 9’, 24’ Cokayne 18’, 31’ Heard 27’ P. Cleall 42’ Kabeya 50’ M. Packer 58’, 66’, 73’ | mt | 75’ Rollie |
| Reed 9’ Heard 27’, 31’, 50’                                                                   | tr | 75’ Nelson |

| Arbitro: | Maggie Cogger-Orr |

|                       |      |                                   |
| Franco 22’ D’Incà 48’ | mt   | 26’ Vernier 34’ Arbez 76’ Boujard |
| Sillari 22’           | tr   | 34’ Bourdon 76’ Trémoulière       |
|                       | c.p. | 8’ Bourdon                        |

### 2ª giornata
| Arbitro: | Hollie Davidson |

|                |      |                                                                                            |
|                | mt   | 9’ Forlani 13’ Boujard 27’, 32’ Bourdon 35’, 71’ Vernier 55’ Sochat 59’ Banet 76’ Escudero |
|                | tr   | 27’, 55’ Bourgeois 71’, 76’ Trémoulière                                                    |
| D. O’Brien 22’ | c.p. |                                                                                            |

| Arbitro: | Maggie Cogger-Orr |

|                                  |      |                                              |
| Skeldon 34’ Grant 48’ Rollie 66’ | mt   | 4’, 53’ Tuipulotu 29’, 42’ Pyrs 79’ F. Lewis |
| Nelson 34’, 48’                  | tr   | 29’, 42’ Bevan 79’ Snowsill                  |
| Nelson 28’                       | c.p. | 76’ Snowsill                                 |

| Arbitro: | Kat Roche |

|                                                                                           |    |            |
| Breach 4’, 39’, 64’ Dow 9’, 53’, 56’, 72’ MacDonald 18’, 33’ Heard 47’ M. Packer 69’, 78’ | mt | 6’ Tounesi |
| Aitchison 4’ Tuima 47’ Sing 53’, 69’                                                      | tr |            |

### 3ª giornata
| Arbitro: | Joy Neville |

|           |      | |
|           | mt   | 26’ L. Packer 35’ Heard 40’ Dow 45’ Aitchison 50’ Breach 54’ Ellie Kildunne 59’ Muir 63’ Botterman 73’ Beckett |
|           | tr   | 26’, 40’ Sing 54’, 59’, 63’, 73’ Tuima                                                                         |
| Bevan 14’ | c.p. | |

| Arbitro: | Aurélie Groizeleau |

|                            |      |             |
| Stefan 28’ D’Incà 41’, 77’ | mt   | 67’ tecnica |
| Sillari 28’, 41’, 77’      | tr   |             |
| Sillari 63’                | c.p. |             |

| Arbitro: | Lauren Jenner |

|                                                                                                 |    |  |
| Bourdon 13’ Llorens 23’ Boulard 37’, 45’, 57’ Hermet 50’ Vernier 54’ R. Ménager 62’ Filopon 73’ | mt |  |
| Trémoulière 37’, 50’, 54’, 57’ Arbez 73’                                                        | tr |  |

### 4ª giornata
| Arbitro: | Lauren Jenner |

|  |    |                                                                                          |
|  | mt | 2’ Beckett 16’ Heard 21’ Kildunne 26’ M. Packer 36’ Talling 71’ Reed 78’, 80+3’ Matthews |
|  | tr | 36’ Tuima 71’, 78’, 80+3’ Rowland                                                        |

| Arbitro: | Aurélie Groizeleau |

|                                                 |    |                                     |
| McMillan 12’ Skeldon 36’, 68’ Bartlett 47’, 52’ | mt | 30’ Franco 58’ Tounesi 61’ Vecchini |
| Nelson 47’, 52’                                 | tr | 30’, 58’, 61’ Sillari               |

| Arbitro: | Clara Munarini |

|                                                                       |      |                       |
| R. Ménager 1’ Hermet 10’ Llorens 25’, 40+1’ Escudero 44’ Bernadou 78’ | mt   | 52’ G. Evans 57’ Pyrs |
| Trémoulière 1’, 10’, 25’                                              | tr   | 52’, 57’ Snowsill     |
| Trémoulière 6’                                                        | c.p. |                       |

### 5ª giornata
| Arbitro: | Aimee Barrett-Theron |

|                                                                          |    |                                                         |
| Dow 17’ M. Packer 26’ Matthews 32’ tecnica 36’ Aldcroft 40+2’ Davies 60’ | mt | 49’ Boulard 56’ Vernier 66’ Escudero 76’ Gros 80’ Banet |
| Rowland 26’, 32’, 40+2’                                                  | tr | 49’, 56’, 66’ Trémoulière 80’ Arbez                     |

| Arbitro: | Joy Neville |

|             |      |                                                               |
| Madia 26’   | mt   | 24’ B. Lewis 38’ Tuipulotu 50’ Harries 60’ Callender 70’ Lake |
| Sillari 26’ | tr   | 24’, 38’, 50’ Bevan 70’ Snowsill                              |
| Sillari 33’ | c.p. | 7’ Bevan                                                      |

| Arbitro: | Sara Cox |

|                                                                             |      |                |
| M. Smith 40+1’ Skeldon 48’ Bartlett 57’ McGhie 66’ Malcolm 75’ Rollie 80+2’ | mt   | 54’ Fryday     |
| Nelson 57’, 66’, 75’                                                        | tr   | 54’ D. O’Brien |
|                                                                             | c.p. | 6’ D. O’Brien  |

## Classifica
| Pos | Squadra     | G | V | N | P | PF  | PS  | DP   | BMP | Pt |
| --- | ----------- | - | - | - | - | --- | --- | ---- | --- | -- |
| 1   | Inghilterra | 5 | 5 | 0 | 0 | 271 | 48  | +223 | 8   | 28 |
| 2   | Francia     | 5 | 4 | 0 | 1 | 202 | 67  | +135 | 5   | 21 |
| 3   | Galles      | 5 | 3 | 0 | 2 | 118 | 135 | −17  | 3   | 15 |
| 4   | Scozia      | 5 | 2 | 0 | 3 | 94  | 178 | −84  | 2   | 10 |
| 5   | Italia      | 5 | 1 | 0 | 4 | 72  | 162 | −90  | 0   | 4  |
| 6   | Irlanda     | 5 | 0 | 0 | 5 | 25  | 192 | −167 | 0   | 0  |